# ビスミッラー・ハーン・モハンマディ
ビスミッラー・ハーン・モハンマディ（ペルシア語: بسم‌الله خان محمدی、Bismillah Khan Mohammadi 1961年 - ）は、アフガニスタンのムジャーヒディーン、軍人、政治家。国防大臣、内務大臣、政府軍参謀総長などを歴任した。軍での階級は大将。

## 経歴
1961年頃、パルヴァーン州、パンジシール峡谷のシャイカン村に生まれた。タジク人。靴屋の息子。モスク附属のマドラサ、ロハ市の小学校、カーブルのアブ・ハニーファ・メドレセで学んだ。ある情報によれば、カーブル大学神学部を卒業したともいう。
1979年、イスラム協会}が組織したカーブル、チャンダヴォリ地区でのハザーラ人の蜂起に参加したが、政府軍により鎮圧された。その後、パンジシールに移り、アフマド・シャー・マスードと合流し、その野戦指揮官となった。1980年頃、パキスタンに移り、アフガニスタン・イスラム協会の情報委員会で働いた。
1981年、マスードの元に戻り、彼の幕僚となった。1984年末からパンジシール峡谷の補給部長。彼の本部が置かれたサラン峠地区は、マスードの支配地でカーブルに最も近く、政府軍及びソ連軍と断続的に和平と戦闘を繰り返した。1988年、カーブル北方のカーピーサー州及びパルヴァーン州を担当する中央地帯副司令官。
1992年春、政府軍第40師団が防衛するバグラム空軍基地を攻撃。宣伝と交渉を駆使して、4月15日に空軍基地を無血占領した。同年4月からバグラム警備司令。
1990年代末から2001年まで、カーブル方面軍司令官となり、カーブル及びバグラーム方面でターリバーンと戦った。北部同盟では国防次官。
2001年から2003年9月20日まで国防第一次官。2002年から新国軍の司令官として言及され始めた。2003年9月20日より2010年まで政府軍参謀総長。
2010年6月29日、国会下院により内務大臣として承認され就任し、2012年9月15日には内務大臣から横滑りして国防大臣に就任。2015年5月24日に退いたが、2021年5月のアメリカ軍本格撤退を機にターリバーンが攻勢を強め、過去の自爆テロ事件で重症を負い海外での治療を余儀なくされていたアサドッラー・ハーリド国防大臣に替わって同年6月19日に国防大臣代行に就任した。8月15日にカーブルが陥落してアシュラフ・ガニー政権は崩壊、ターリバーンが再び政権を掌握した後は民族抵抗戦線に加わった。ターリバーンは8月24日にアブドゥル・カユム・ザキールを国防大臣代行に任命した。